# توني هينركسن
توني هينركسن هو لاعب كرة قدم ومدرب كرة قدم دنماركي، ولد في 25 أبريل 1973 في هامل ‏ في الدنمارك. شارك مع منتخب الدنمارك لكرة القدم. أما مع النوادي، فقد لعب مع آرهوس جمناستيك فورينينغ ونادي ساوثيند يونايتد ونادي هورسينس.

## وصلات خارجية
- توني هينركسن على موقع Soccerbase.com (لاعب) (الإنجليزية)